# Пирятин (Львівський район)
Пиря́тин — село в Україні, у Добросинсько-Магерівській сільській громаді Львівського району Львівської області. Населення становить 371 особу. Орган місцевого самоврядування — Добросинсько-Магерівська сільська громада.

## Назва
Перша відома згадка про Пирятин датується 1508 роком, коли він був згаданий у виданні «Matriculanum Poloniae Regni Polonic Scriptum».
За однією із версій назва села –  Пиратин (Перитин), походить від того, що свого часу був перетятий ліс. За іншою версією, назва села «Пирятин» походить від перетину доріг, який є на центральній площі. Цей перетин утворює «перехресну дорогу», тобто перехрестя з головною та бічною дорогами[джерело?].
Виконавчий комітет Львівської обласної ради народних депутатів рішенням від 18 грудня 1990 року вніс в адміністративно-територіальний устрій окремих районів такі зміни: у Нестерівський (Жовківський) район уточнив назви сіл: Мілява Бишківської сільської ради на село Миляво, Пиратин Бишківської сільської ради на село Пирятин.

## Історія
Парафію у Кам'янці-Лісовій, до якої раніше належало с. Пирятин, було засновано близько 1660 року. Місцева церква дерев'яна з трьома куполами, будувалася від 1666 року по 1701 рік (можливо й до 1721 року). В церкві знаходився портрет засновника, отця Василія Гавриловича Курдоби з 1668 року і оригінальна грамота заснування парафії на пергаменті, виставлена в 1671 році королем Михайлом. Гарний іконостас пензля Дем'яна Раєвича з 1666 року відновив разом з церквою Антоній Монастирський з Любича у 1859 році.
До складу Кам'янки-Лісової с.Пирятин потрапило тільки у 1854 р. внаслідок адміністративної реформи, проведеної новим власником цих земель Яном Чайковським.
До середини XIX століття Пирятин був одним з присілків села Кам'янки-Волоської, яке родина Чайківських придбала за 190 000 злотих у Франциска Воронецького 29 червня 1840 року.
Після розформування радянською владою у 1939 році одного з найбільших сіл Галичини, Кам'янки Волоської, Пирятин стає окремою територіально-адміністративною одиницею.

### Лісничівка, гаївка та паровий млин
У лісі на північ від Пирятину до Другої Світової війни була розташована лісничівка — одноповерхова будівлю разом із стайнями, стодолами та господарством, де постійно жив лісничий, що управляв лісом. За спогадами місцевих мешканців, за винятком останнього лісничого, усі попередні були поляками. Власник господарства жив у Варшаві та мав схожі двори також в інших селах Равського повіту, зокрема на Липнику та Добросині.
Розташована на перехресті лісових доріг, лісничівка відігравала досить важливу роль. Одна з доріг вела на захід до Кам’янки Нової, інша — на схід, через присілки Яцуни і  Стадницькі в напрямку Любелі, дорога обабіч лісничівки через ліс і болота вела прямо на північ — на Вільки.
Із західної сторони лісничівки була розташована гаївка, що була відома своїми садами і городиною. Щоб збирати ягоди у Пирятинському лісі, потрібно було придбати квиток у гайового.
Розбудова панського маєтку, в результаті якої до нього було проведено світло, з'явилися другий поверх будинку а також сучасний паровий млин, відбулася у 1936 році. Парову машину, якою за гроші могли користуватися всі охочі, з Польщі притягнули 24 пари коней. Млин діяв до 1942 року. Окрім млину тут були також тартак та сушарка, хотіли будувати і фабрику тканин, проте не склалося: у 1939 році, як прийшли перші совіти, власника вивезли до Сибіру. Пізніше тут був ще один лісничий, але вже не поляк, житель сусідніх сіл.

## Підпільна боротьба
Лісничівка була розташована в ідеальному місці з точки зору підготовки бійців ОУН та Самооборони до особливих завдань. Біля неї проходила звичайна польова дорога, що веде з Вільок до Пирятина, але її прокладали із значними труднощами. Між Вілецьким і Пирятинським лісом була смуга боліт, які не сприяли доступові в цей район з півночі. Навкруги — суцільні ліси, а з півдня — поля, які можна детально оглядати з насипу колії. За свідченнями очевидців, у лютому 1942 року на території колишньої лісничівки вже була розташована боївка Служби безпеки ОУН, де проводились вишколи з чоловіками, яких навчали основам військової справи.
Влітку 1943 р. ОУН створила в Галичині Українську Народну Самооборону, яка наприкінці січня 1944 р. була переформована в армійську групу «УПА–Захід» майора Василя Сидора "Шелеста". З часів «Самооборони» на лісничівці знаходився військовий шпиталь з персоналом Українського Червоного Хреста. Окрім українців–лікарів, тут працювали єврейські медики, яких було викрадено за їх згодою з Рава-Руського гетто. Лісничівка слугувала також місцем тимчасового відпочинку для перехідних груп та зв’язку. Також під Пирятинським лісом, де закінчувалися болота, цілодобово стояла застава з «Самооборони», а пізніше воїнів УПА.
На лісничівці була розташована підстаршинська школа для відділів УПА цього терену. Вона мала близько 50 курсантів та старшин, а з нею і нечисленна боївка терену. Наприкінці 1943 року у Пирятині була створена і базувалася одна з перших сотень УПА на Львівщині, яку очолив Тарас Онишкевич («Галайда»). Довший час на хуторі Ладики в домі Крихівця знаходилася друкарня ВО «Буг» (військова округа «УПА – Захід»).
Місцеве населення підтримувало партизанську боротьбу, а також долучилось до лав національного війська.
Під осінь 1943 року за лісничівкою совіти скинули з літака 26 парашутистів, які мали намір знищити «Самооборону». Десантом зайнялася спецбоївка «Гая», що була підрозділом військової розвідки загальної мережі Служби безпеки. Слід підкреслити, що це були люди освічені, знали українську мову. Серед них була одна жінка – радистка. Частина з них почала співпрацювати з повстанцями. Радистка підтримувала зв’язок з московським центром і з літаків сюди скидали одяг, зброю, а також інформаційні матеріали.

### Пирятинський бій
Пирятин сьогодні відомий усім завдяки подіям 19 серпня 1944 року. У цей день, що припав на свято Преображення Господнього, відбувся бій між загонами УПА і трьома тисячами солдатів НКВС. Напередодні чекісти дізналися про розташування на лісничівці під Пирятином відділів УПА і отримали наказ їх знищити.
На той час на лісничівці перебували наступні формування:
- Кущ «Самооборони» із 40 вояків, яким командували Іван Станчук — "Гонта" та Микола Зелений — «Мамай».
- Загін окружного провідника (псевдо «Гай»), що був відділом особливого призначення та відносився до ВО «Буг». Його чисельність становила понад 100 вояків, які пройшли військовий та ідеологічний вишкіл.
- Невелика частина з командування ВО «Буг», що налічувала 32 вояки та командири.
- Сотня «Тихоліса» з куреня Дмитра Пелипа — «Ема» («Євшана»), який очолив сотню «Галайди» після загибелі її командира Тараса Онишкевича у березні 1944 року сотня нараховувала 179 осіб та мала досить добре озброєння і була добре вишколена.
- Бойова сотня «Марного», що також входила в курінь «Ема». Самого курінного в Пирятині тоді не було, він з сотнею був на відпочинку біля села Камінна Гора. Чисельність підрозділу становила 186 вояків.
- Сотня «Перемоги», яка здебільшого формувалась з місцевого населення. Втім, минуло лише 10 днів з моменту запису хлопців у відділ, тому участі в бою вони брати не могли, адже були недостатньо навчені і без зброї.
- Сотня «Сіроманців» під керівництвом Дмитра Карпенка («Яструба»), що нараховувала майже 216 чоловік, прибула до Пирятина у ніч з 18 на 19 серпня. Колишній офіцер Радянської армії Карпенко згодом став героєм українського національного руху опору, подолавши шлях від рядового стрільця до командира куреня УПА.
- Підстаршинська школа, а також нечисленна теренова боївка, яка змогла забезпечити детальну розвідку.
- Начальником штабу був Іван Матвіїв («Джулик»). Загальна кількість учасників всіх формувань, які брали участь в Пирятинському бою становила від 700 до 800 осіб[5].

За спогадами учасників тих подій, день 19 серпня виявився спекотним. Мешканці сіл пішли до церкви. В той час енкаведисти та прикордонні війська почали йти в сторону Пирятина, маючи намір знищити підстаршинську школу та взяти в кільце весь Пирятинський ліс з прилеглими селами, таким чином блокуючи відхід повстанців. Чисельність ворожого війська була в чотири рази більшою від повстанського, але карателі не знали, що упівцям вже відомий їхній намір, тож були налаштовані на мінімальний спротив. По дорозі енкаведисти зайшли в село, взяли жіночий одяг та під виглядом збиральниць ягід почали наближатись до рогатки. Повстанці завдали з лісу удару першими. Супротивник був змушений відступити або спробувати перечекати небезпеку в болотах. Завдяки таким діям партизанського війська, останнє отримало контроль над дорогою з Вільок, якою бійці НКВС планували дістатися на лісничівку.
Друга група ворожого війська підійшла до лісничівки з боку села та відкрила стрільбу по лісі. Партизани завдали удару у відповідь — зав'язався бій, що тривав майже до самого вечора. Повстанці здобули блискучу перемогу, а супротивника поніс значні втрати (280 солдатів), незважаючи на перевагу в людських резервах та оснащенні зброєю.
Зі сторони упівців загинуло 18 вояків. Усі вони поховані у спільній могилі в Пирятинському лісі. На даний час невідомо, де саме знаходиться поховання, адже ніхто не насипав могили і не ставив хреста тому, що енкаведисти часто оскверняли тіла загиблих. За спогадами очевидців, військовий капелан відслужив коротеньку відправу, тіла накрили синьо-жовтим прапором і поховали. Вже мабуть ніхто і ніколи не довідається, де саме могила славних синів українського народу, адже істотної зміни зазнав ландшафт і навіть учасники того бою згодом були не в змозі пригадати точне місце поховання своїх бойових побратимів. В пам’яті народу збереглося ім'я лише одного загиблого повстанця — Івана Допіри "«Горошок»).

### Помста з боку НКВС
Наступного дня село було спалене військовими НКВС дотла, а ще через чотири дня були розстріляні 70 чоловіків-заручників.
Після Пирятинського бою повстанці покинули територію лісничівки. Відділ «Сіроманців» нічним маршем вирушив до села Зіболки, провідник «Гай» із своїм загоном вирушив у Магерівські ліси, сотні «Марного» та «Тихоліса» приєдналися до свого куреня «Ема» та попрямували до Зубейок. Кущ «Самооборони» припинив своє існування як самостійна одиниця. Відділ «Перемоги» був ще не сформований і відповідно розформувався. Разом з повстанцями територію лісничівки покинули також лікарі, які супроводжували поранених. Курсанти підстаршинської школи з Пирятина відійшли в Карівські ліси.
На наступний день — в неділю, 20 серпня, з боку Погариська, йшла друга тура енкаведистів. В помсту за програний бій вони мали за мету спалити Пирятин. Люди якраз поверталися з церкви, коли ворог почав палити село зі сторони присілка Гелетії. Як наслідок, окрім власно Пирятина, було спалено і навколишні села — Сподини, Барани, Яцуни, Стадницькі, Кочани, а також вищезгадану лісничівку та гаївку.
В Народному Домі села Пирятин, на стенді подано таких як повністю знищених 68 домівок, втім дослідник Іван Губка у праці «Пирятин: перемога і трагедія» подає число 76 господарств. За свідченнями очевидців, були випадки, коли енкаведисти змушували господарів палити свої господарства. Тоді так само і вбивали місцеве населення, і грабували господарства. Залишились неспаленими чотири двори. Дві хати випадково не побачили, що не горять, ще в одній був на столі покійник, а господар ще одної повіз пораненого командира червоноармійців до лікарів. Таким чином вони залишились. Всі, хто залишились без нічого, – хати, господарських будівель, їжі, одягу, переважно пороз'їжджалися по родичах, перезимували там, а навесні починали відбудову втрачених господарств.
В четвер, після Спаса, 24 серпня відбулася нова масова облава. Стріляли всіх — когось прямо вдома, декого брали до лісу і розстрілювали там. Хто спробував втікати, то як наздоганяли, розстрілювали на місці. Тіла загиблих родичі вивозили з лісу та хоронили на цвинтарі. Багато  чоловіків забрали до армії. Тоді в Кам’янці, Пирятині і сусідніх хуторах було вбито понад 60 осіб.

### Підпілля після війни
Навіть після подій в Пирятині, в довколишніх лісах продовжували перебувати упівці, які проживали у криївках. За спогадами Шкоропад Варвари, наприкінці 1940–х років, група дівчат пішли до лісу в район села Стадницькі збирати брусниці. Небо затягнуло хмарами і збиральниці поспішили додому. Раптом перед ними, ніби з-під землі, з'явився хлопець. Як з'ясувалося, це був повстанець, який вийшов з криївки, щоб перевірити чи падає дощ. Упівець розпитав дівчат яка ситуація на селі та сказав, що через те, що його побачили вони змушені переходити в інше місце. Вищенаведений факт виступає свідченням того, що в пирятинських та довколишніх лісах продовжувало існувати українське підпілля.

## Пам'ять
Єдиним очевидцем і славної повстанської перемоги, і страшної та кривавої енкаведистської розправи є старий та могутній дуб, який росте обабіч дороги, що проходила повз лісничівку. Він, за твердженнями старожилів, має як мінімум 350 років. «На дубі був побудований пункт спостереження, з якого повстанці з ранку до ночі оглядали в далековид трасу Рава-Руська – Львів (від с. Кам'янка—Липник до с. Добросин)», – розповів пирятинець Михайло Шкоропад.
Про Пирятинську трагедію довгий час мовчали. Почали говорити вже тоді, коли Україна ставала незалежною. У 1989 році на місці колишньої лісничівки за ініціативи місцевих мешканців було встановлено пам'ятний знак — березовий хрест. У 1991 році силами громад сіл Пирятина і Бишкова та місцевого осередку Народного Руху (голова Микола Демчина) у пам'ять про Пирятинський бій та невинно убієнних від рук «більшовицького окупанта» тут було зведено невелику богослужебну каплицю для новозаснованої парафії. Поруч було створено пам’ятний хрест – могилу, на якій викарбувані прізвища розстріляних та закатованих пирятинців.
Каплиця Преображення Господнього розташована на північ за селом, в сосновому борі, на невеличкому узвишші. Мурована дводільна прямокутна споруда, що складається з нави з внутрішньо виділеним вівтарем і пригінку, вкритого двосхилим причілковим дахом. Над навою здіймається дерев’яний четвериковий тризаломний верх бойківського типу, увінчаний ліхтарем з маківкою.
Щороку, 19 серпня, на свято Преображення Господнього тут проходить відправа. До каплички сходяться місцеві жителі, а також всі бажаючи вшанувати пам’ять славетних хлопців-повстанців та полеглих місцевих жителів. Раніше щороку на Спаса сюди приїжджали колишні вояки УПА, які прагнули віддати честь своїм бойовим побратимам.
В Народному Домі села Пирятин зусиллями нащадків знищених енкаведистами пирятинців зібрано матеріали про трагічні події серпня 1944 року. Від 19 серпня 2001 р. вони доступні для відвідувачів. За словами бібліотекаря Народному Дому с. Пирятин Мулик Марії, громада має намір відкрити Музей Пирятинської трагедії.
У 2019 році біля каплички відбулись будівельні роботи. Зробили фасад на капличці, положили бруківку довкола та поновили пам'ятний знак.

## Адміністративний поділ
Після розподілу у 1854 р. Кам'янки Волоської на дві гміни — власне Кам'янку Волоську і Кам'янку-Лісової — Пирятин разом із присілками Буди, Криве, Миляво, Бишків і Боброїди увійшов до складу останньої.
Після приходу в 1939 р. на західну Україну радянської влади Пирятин стає окремою територіально-адміністративною одиницею. Село складається з наступних присілків: Стадницькі, Яцуни, Пирятин, Кочани, Гелетії, Лаки, Павлини, Боднарі, Залужні.
В присілку Яцуни до 19 серпня 1944 року знаходилась читальня та магазин у приміщенні, що стояло на місті сучасної «Вільончиної господарки». До пожежі існувало 19 господарок, після війни відновилось 17. З часом ще дві пропало та одна господарка (родини Стадницьких) виїхала в Запорізьку обл. Станом на 2015 рік існує 13 господарств (дві господарки об'єднано в одну).
В присілку Стадницькі станом на 2015 рік існує 8 господарств, 4 до штреки та 4 за штрекою (насип для залізниці). В цьому присілку є 20 дітей та молоді до 20 років.
У 1950 році була утворена Бишківська сільська рада з центром у селі Бишків, куди і увійшло село Пирятин.

## Цікаві факти
Між с.Пирятин, його присілками та лісом проходила залізнична колія, яку будували протягом 1940—1941 років радянські військові. Для втілення ідеї з побудовою колії, потрібно було виконати чимало робіт.  Не всі знали, що колія мала мати військове призначення. Робітники жили на лісничівці, а інженери — на гаївці. Було побудовано чимало мостів, зробили насип, поклали рейки. Колія проходила по високому насипу, заввишки до трьох метрів. Коли штрека була майже готова, розпочалася війна, колію розібрали і вона так і не виконала свого призначення.
У Пирятині наразі немає своєї церкви. Село належить до Боброїдської церкви (раніше ця парафія називалась Кам'янка-Лісна).
Каплицю Преображення Господнього зведено за проектом архітектора Ігоря Подоляка. Цікаво, що сходи до меморіального комплексу робили на сходах лісничівки. Неподалік від каплиці є криниця, яка також розташована приблизно на тому місці, де була попередня.